# 国道219号
国道219号（こくどう219ごう）は、熊本県熊本市中央区から宮崎県宮崎市に至る一般国道である。

## 概要
単独区間内のうち球磨川と一ツ瀬川に沿う区間は災害の影響を受けやすく、夏季は土砂災害、冬季は路面凍結、積雪によるチェーン規制などの交通規制が発生する。宮崎県側には未改良区間が残されているが、バイパス建設などの道路改良工事により解消されてきている。道路改良工事などによる通行時間規制や片側交互通行になることがある。

### 路線データ
一般国道の路線を指定する政令 に基づく起終点および重要な経過地は次のとおり。
- 起点：熊本市（中央区、水道町交差点 = 国道3号上、国道208号・国道218号起点、熊本県道28号熊本高森線交点）
- 終点：宮崎市（新名爪、国道10号交点）
- 重要な経過地：宇土市、熊本県宇土郡不知火町[注釈 2]、同県下益城郡松橋町[注釈 2]、同県八代郡宮原町[注釈 3]、八代市、人吉市、同県球磨郡錦町、同郡湯前町、宮崎県児湯郡西米良村、西都市
- 総延長 : 207.5 km（熊本県 113.4 km、熊本市 13.1 km、宮崎県 80.9 km）重用延長を含む。[2][注釈 4]
- 重用延長 : 39.0 km（熊本県 25.9 km、熊本市 13.1 km、宮崎県 - km）重用延長を含む。[2][注釈 4]
- 未供用延長 : なし[2][注釈 4]
- 実延長 : 168.6 km（熊本県 87.6 km、熊本市 - km、宮崎県 81.0 km）[2][注釈 4]
  - 現道 : 157.7 km（熊本県 87.6 km、熊本市 - km、宮崎県 70.1 km）[2][注釈 4]
  - 旧道 : 10.9 km（熊本県 - km、熊本市 - km、宮崎県 10.9 km）[2][注釈 4]
  - 新道 : なし[2][注釈 4]
- 指定区間：国道3号と重複する区間（熊本県熊本市中央区・水道町交差点（起点） - 八代市・萩原町交差点）[3]

## 歴史
- 1953年（昭和28年）5月18日 - 二級国道219号熊本宮崎線（熊本市 - 宮崎市）として指定施行[4]。
- 1965年（昭和40年）4月1日 - 道路法改正により一級・二級区分が廃止されて一般国道219号として指定施行[1]。
- 2001年（平成13年）2月28日 - 春田バイパスが部分開通（延長3.9 km）[5]。
- 2004年（平成16年）3月30日 - 春田バイパスの一部（延長2.54 km）が完成し、全線開通となる[5]。
- 2009年（平成21年）
  - 6月22日 - 宮崎県児湯郡西米良村板谷で土砂崩れが発生し、現場付近が全面通行止めとなる。迂回路が無いため、建設中の板谷トンネルを前倒しで部分開放。
  - 7月16日 - 一部通行可能となるが、トンネル建設工事関係上、通行時間規制および大型車通行規制が行われる。トンネル内の工事がほぼ完成し、信号機による片側交互通行となる。
- 2020年（令和2年）
  - 3月21日 - 広瀬バイパス開通[6][7]。
  - 4月2日 - 宮崎県告示第259号により春田バイパスと並行する旧道区間の国道指定が解除され、宮崎市佐土原町上田島 - 東春田交差点交差点間は宮崎県道324号札の元佐土原線になる[8]。

## 路線状況

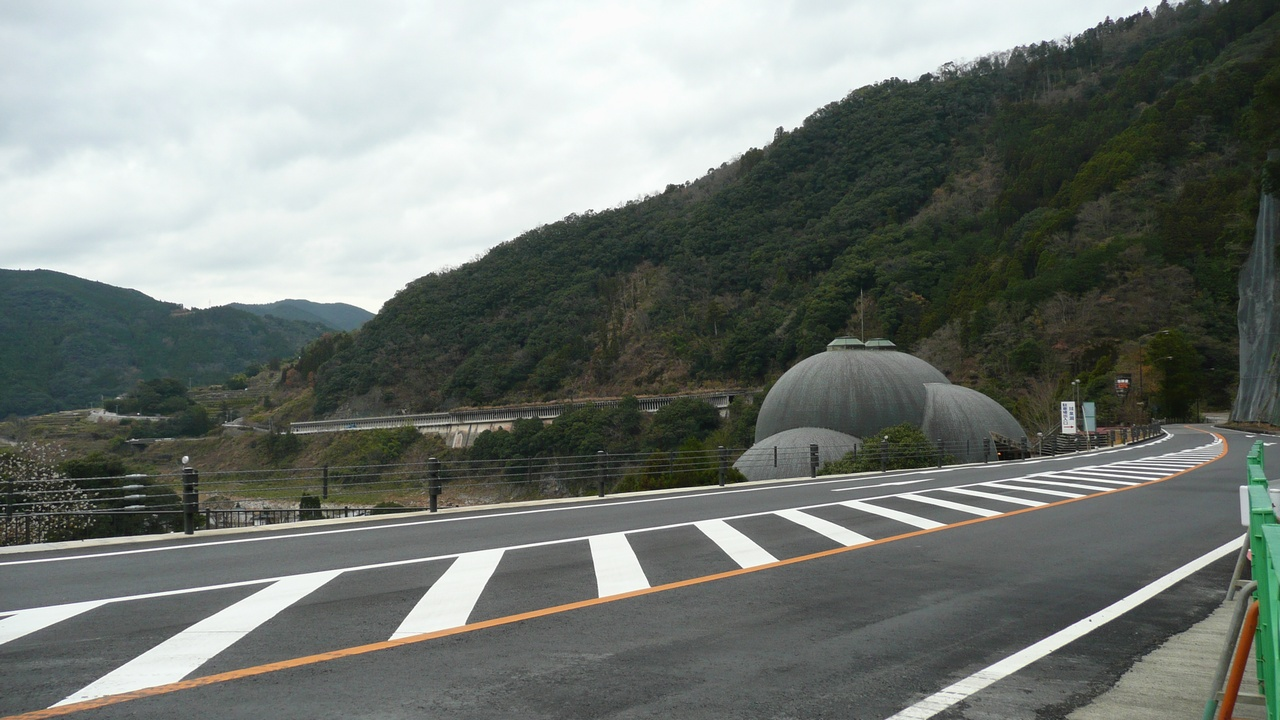
球泉洞バイパス（球磨村大瀬、八代方面）

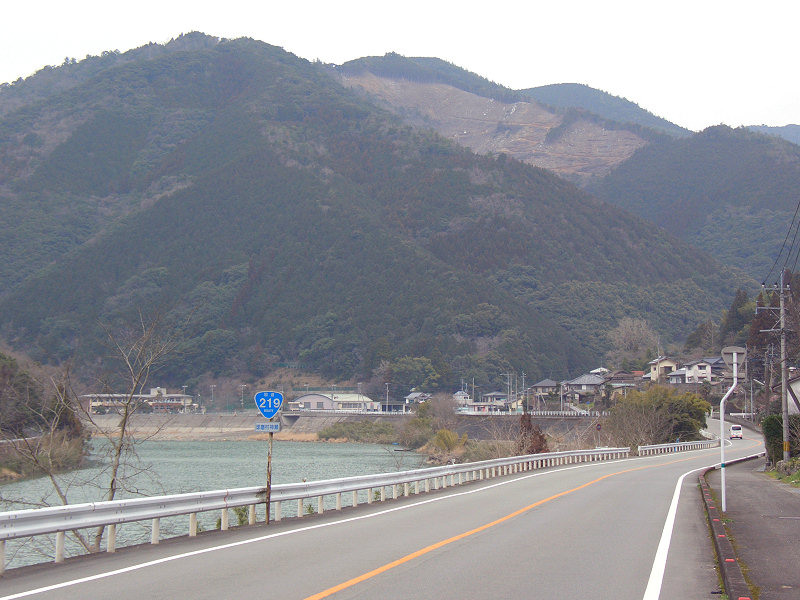
球磨村神瀬付近（八代方面）

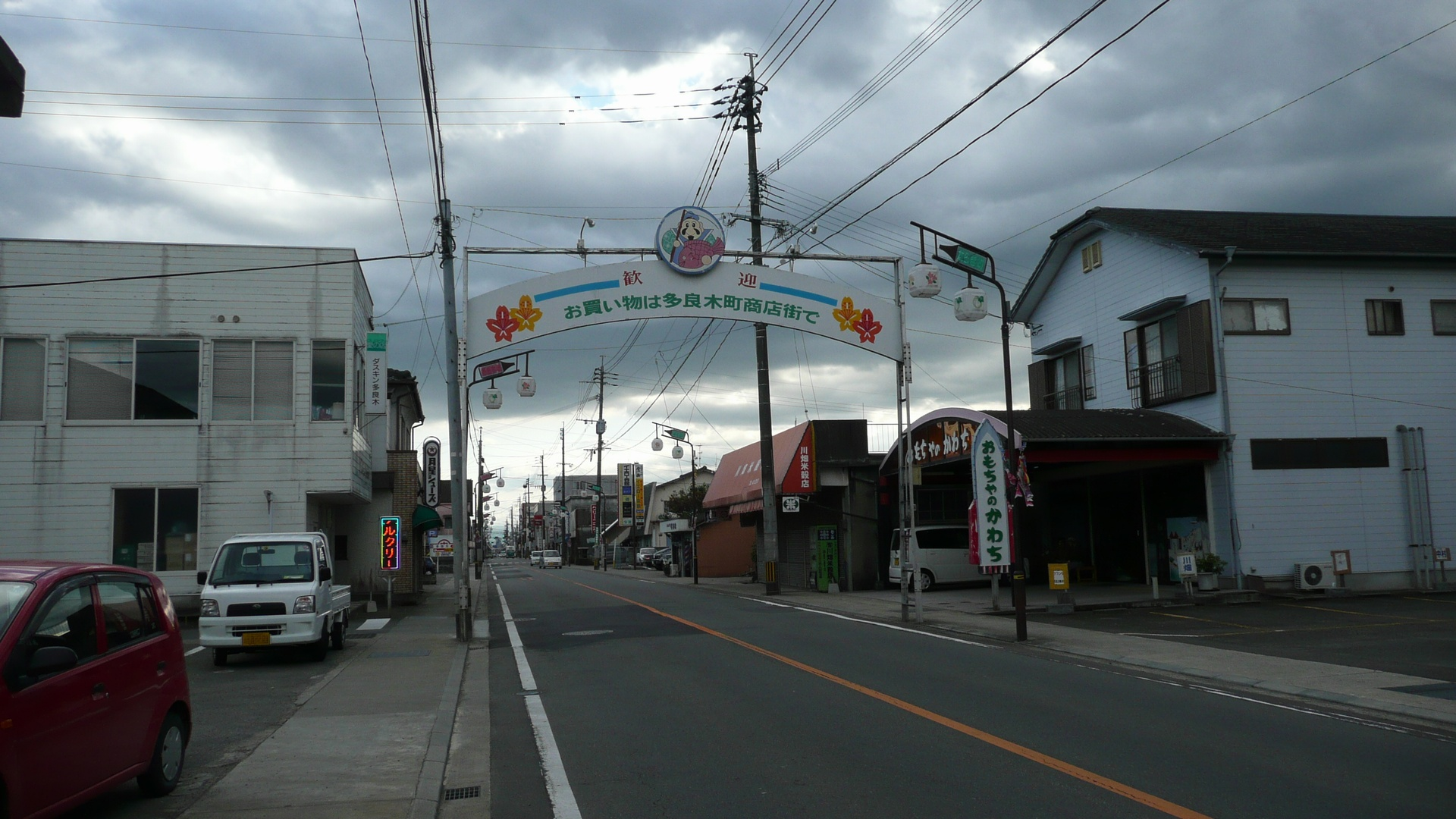
多良木町商店街（人吉方面）

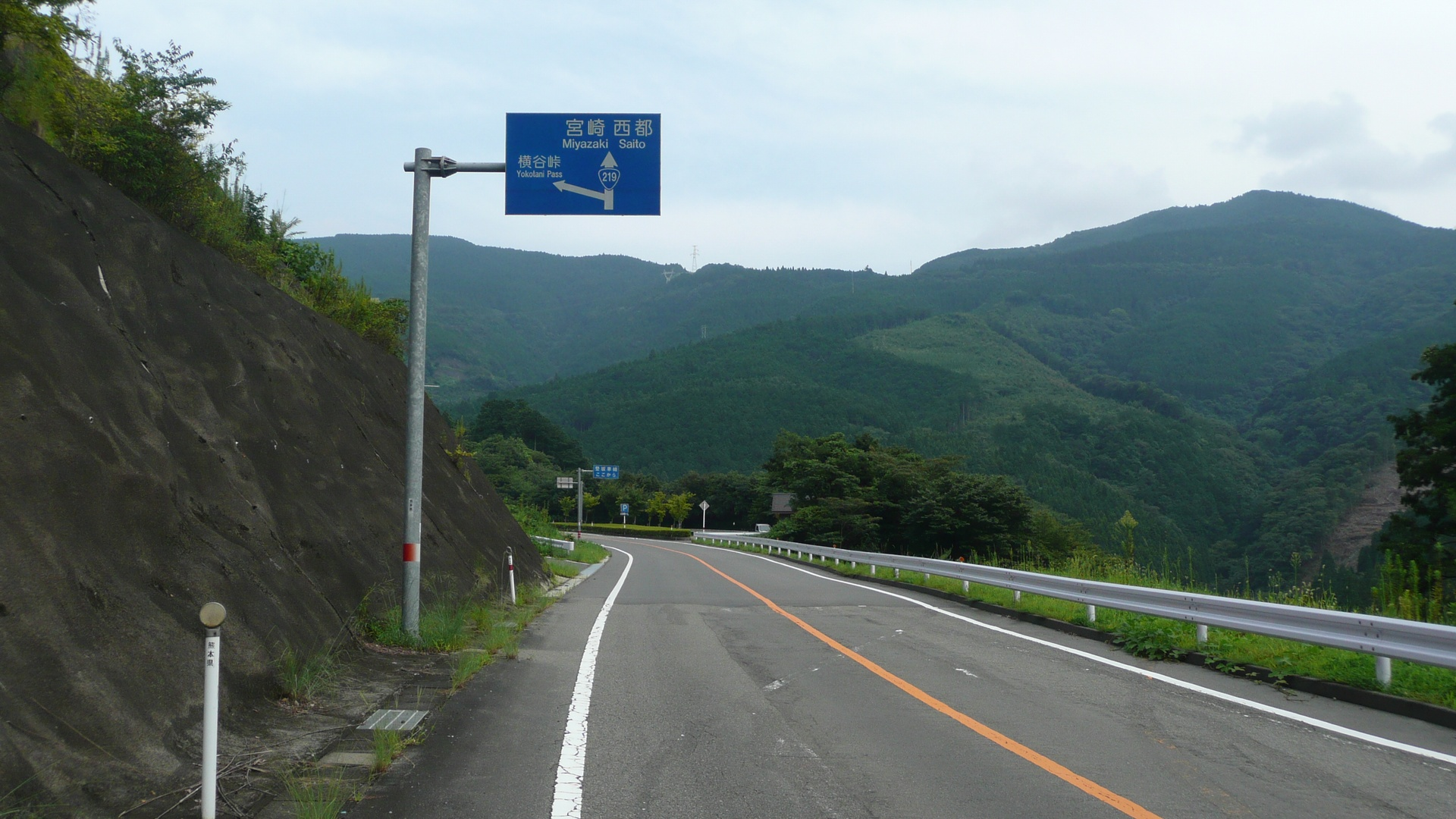
湯前町横谷（西都方面）

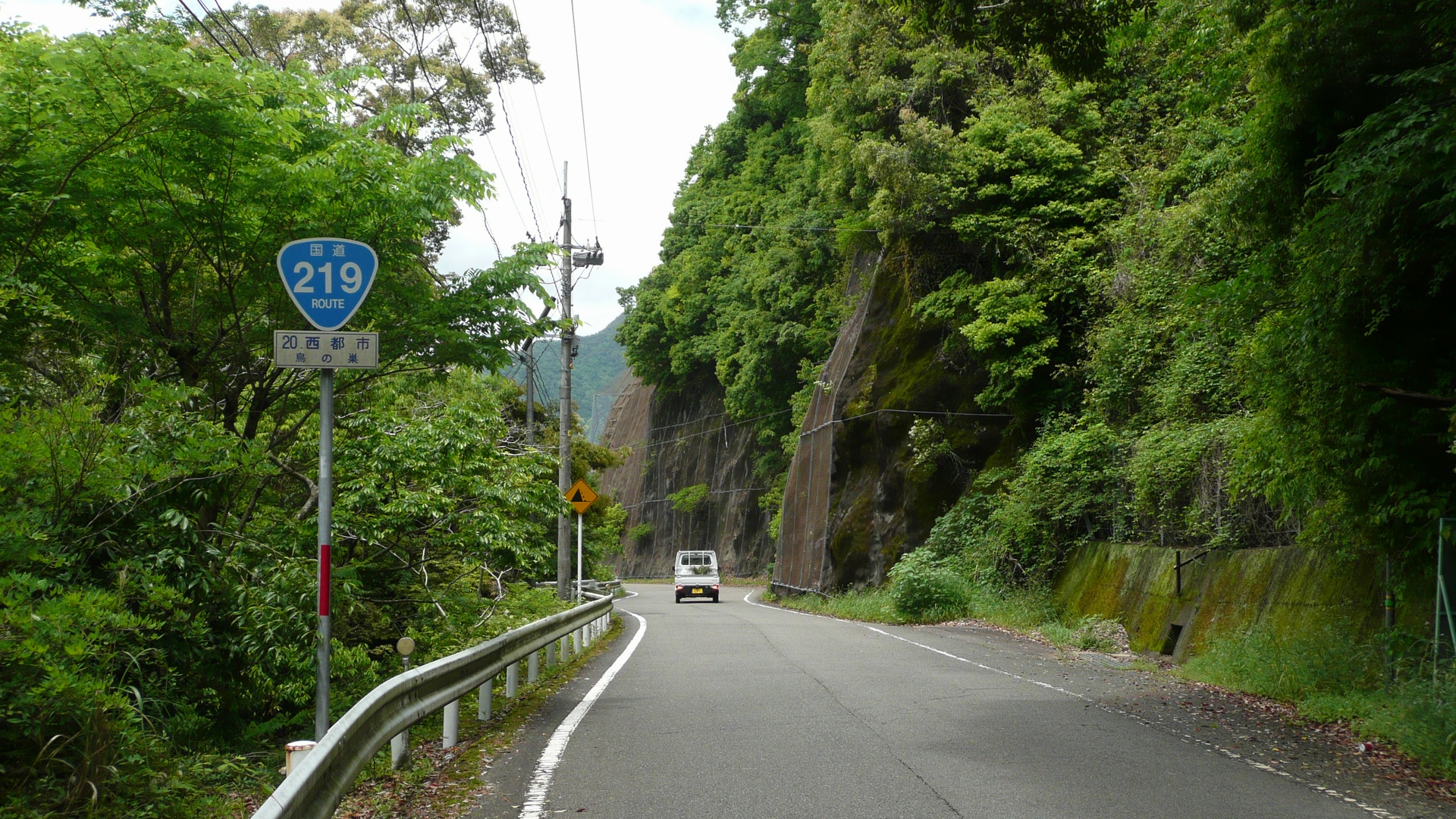
西都市鳥の巣（人吉方面）

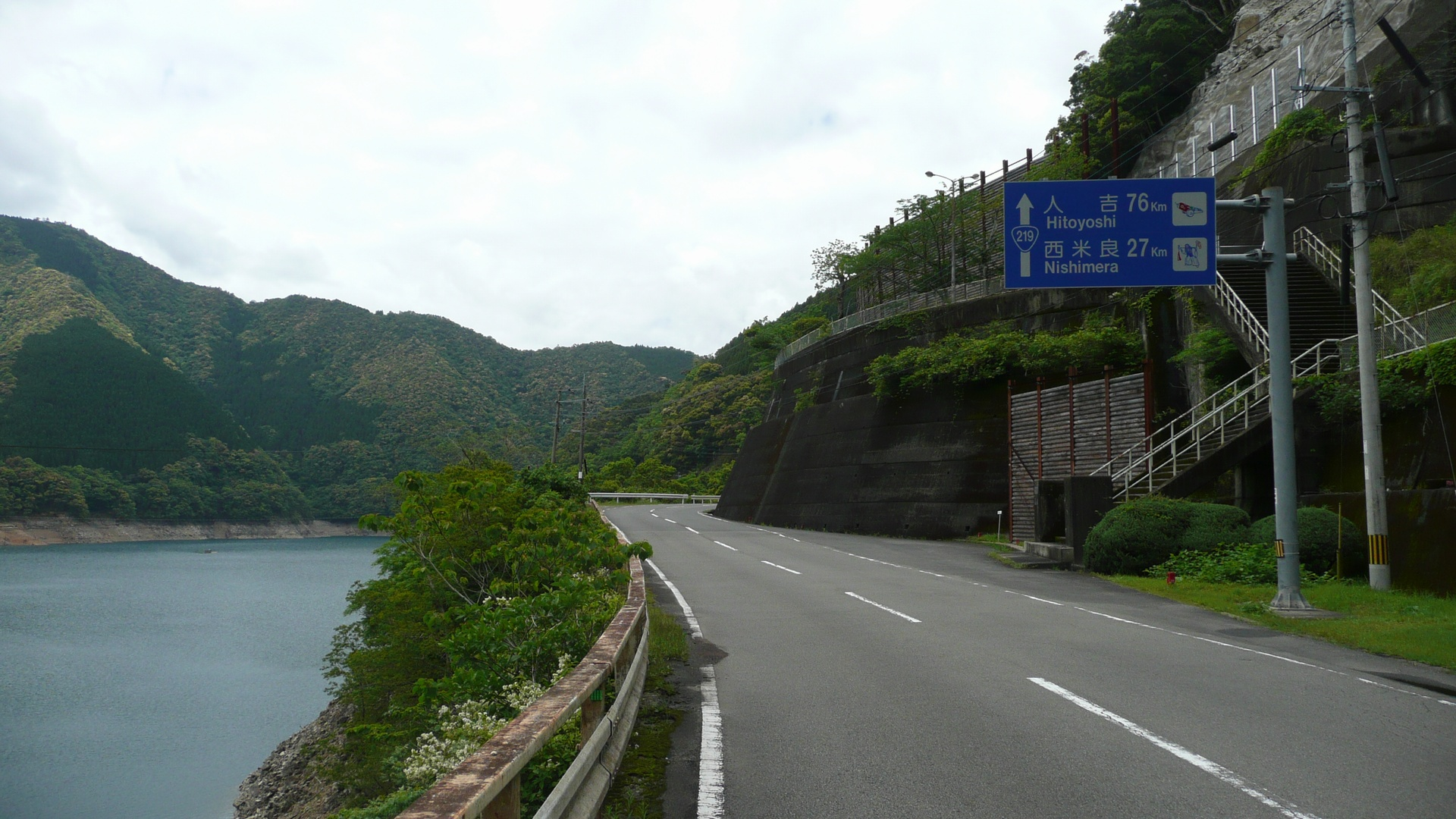
一ツ瀬ダム付近

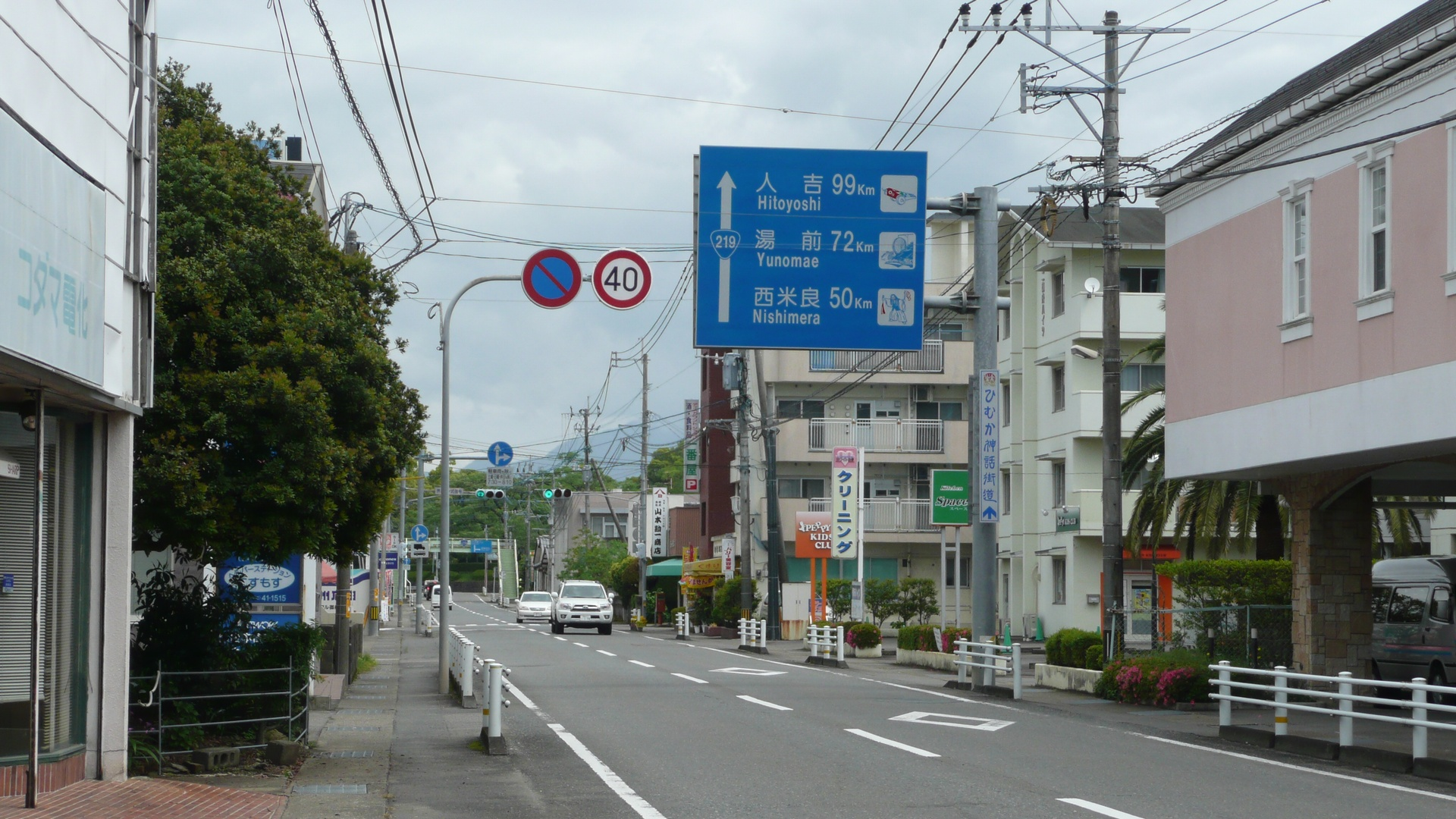
西都市中心部

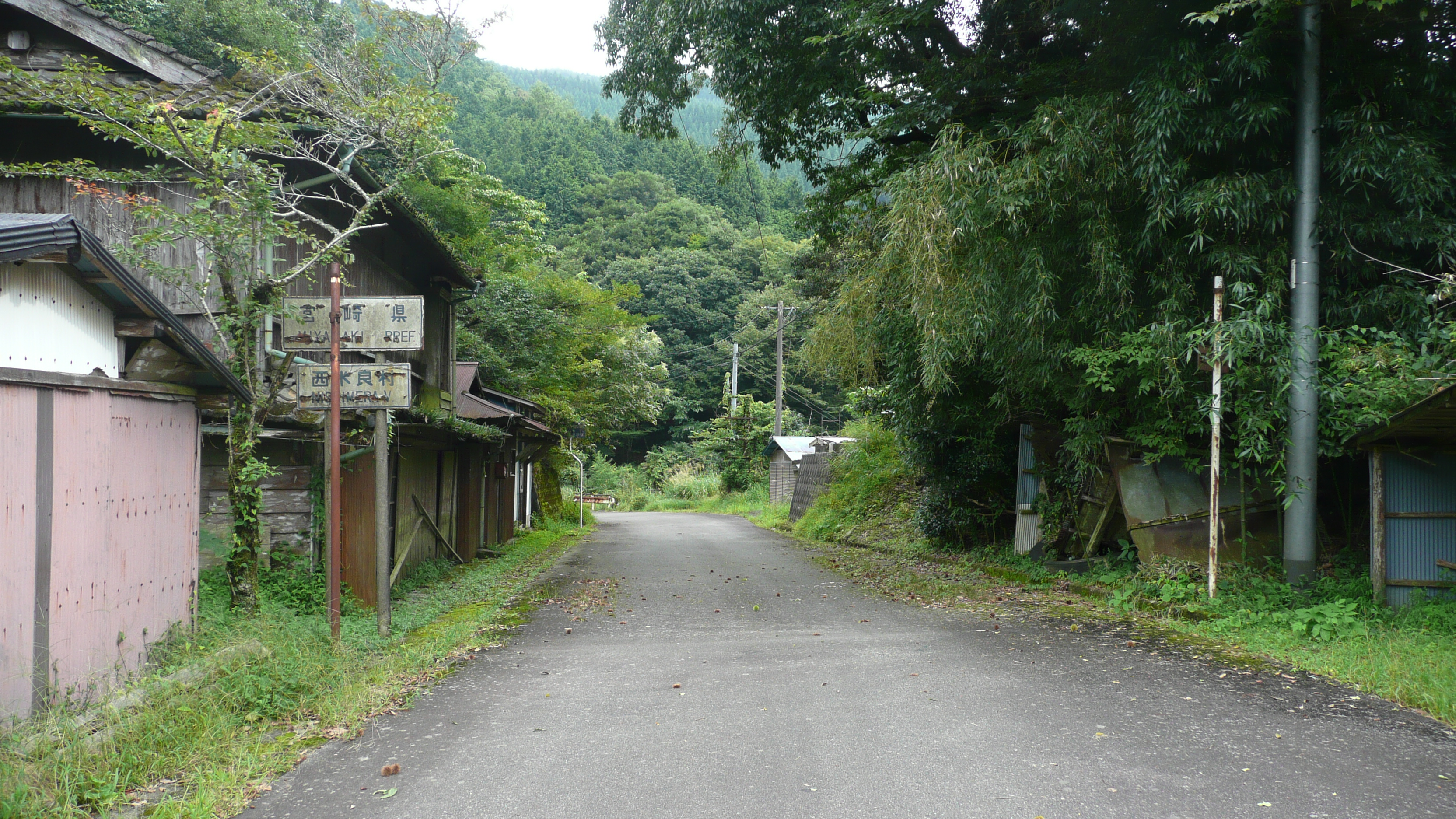
旧道（横谷峠）

### 通称
- 薩摩街道
- 鹿児島街道
- 人吉街道
- 米良街道

### バイパス
- 熊本県
  - 川尻バイパス：熊本市南区 - 宇土市（国道3号重複区間内）
  - 松橋バイパス：宇城市（国道3号重複区間内）
  - 球泉洞バイパス：球磨郡球磨村
  - 矢黒バイパス
- 宮崎県
  - 板谷バイパス：児湯郡西米良村
  - 横野バイパス：児湯郡西米良村
  - 中尾バイパス：西都市
  - 片内拡幅・改良：西都市
  - 園元バイパス：西都市
  - 春田バイパス：宮崎市、延長6.44 km、宮崎東環状道路の一部。
  - 広瀬バイパス：宮崎市、延長3.2 km、宮崎東環状道路の一部、2020年（令和2年）3月21日開通[6][7]。

### 重複区間
- 熊本県
  - 国道218号（熊本市中央区水道町・水道町交差点（起点） - 宇城市松橋町久具）
  - 国道3号（熊本市中央区水道町・水道町交差点（起点） - 八代市萩原町・萩原町交差点）
  - 国道57号（熊本市南区近見7丁目・近見交差点 - 宇土市新松原町）
- 宮崎県
  - 国道265号（児湯郡西米良村大字板谷・鶴瀬交差点 - 児湯郡西米良村大字村所・村所交差点）

### 道路施設

#### トンネル
起点から
- 熊本県
  - 大瀬隧道：延長60 m、1965年（昭和40年）竣工、球磨郡球磨村
  - 球泉洞トンネル：延長1,190 m、2010年（平成22年）3月供用開始[9]、球磨郡球磨村
  - 横谷トンネル：延長1,608 m、高さ4.5 m、1980年（昭和55年）完成、球磨郡湯前町 - 宮崎県児湯郡西米良村（熊本県管理）[10]
- 宮崎県
  - 板谷トンネル：延長933 m、2009年（平成21年）竣工、児湯郡西米良村
  - かりこぼトンネル：延長49 m、2002年（平成14年）竣工、児湯郡西米良村
  - やまびこトンネル：延長258 m、2001年（平成13年）竣工、児湯郡西米良村
  - 横野トンネル：延長717 m、2011年（平成23年）12月供用開始、児湯郡西米良村
  - 内之畑（うちのこば）トンネル：延長717 m、2015年（平成27年）竣工、児湯郡西米良村
  - 小春トンネル：延長483 m、2020年（令和2年）2月供用開始、児湯郡西米良村[7]
  - 山之戸隧道：延長588 m、1962年（昭和38年）竣工、高さ制限3.9 mあり、児湯郡西米良村
  - 銀鏡（しろみ）隧道：延長1,240 m、1962年（昭和38年）竣工、高さ制限3.9 mあり、児湯郡西米良村 - 西都市
  - 戸崎隧道：延長155 m、1962年（昭和38年）竣工、西都市
  - 上的場トンネル：延長468 m、2004年（平成16年）竣工、西都市
  - 的場トンネル：延長138 m、2004年（平成16年）竣工、西都市
  - 中尾トンネル：延長666 m、2002年（平成14年）竣工、西都市
  - 岩下トンネル：延長612 m、2023年（令和5年）竣工、西都市
  - 東陵トンネル：延長550 m、2014年（平成26年）竣工、西都市
  - 白石勘場トンネル：延長377 m、2010年（平成22年）竣工、西都市
  - 岩井谷トンネル：延長301 m、1999年（平成11年）竣工、西都市
  - 椎原トンネル：延長557 m、1996年（平成8年）竣工、西都市
  - 杉安トンネル：延長97.6 m、1975年（昭和50年）竣工、西都市
  - 城山トンネル：延長515 m、2002年（平成14年）竣工、宮崎市

#### 道の駅
- 熊本県

  - 竜北（八代郡氷川町、国道3号重複区間）
  - 坂本（八代市）
  - 人吉（人吉市）
  - 錦（球磨郡錦町）

## 地理

### 通過する自治体
- 熊本県
  - 熊本市（中央区 - 南区） - 宇土市 - 宇城市 - 八代郡氷川町 - 八代市 - 球磨郡球磨村 - 人吉市 - 球磨郡錦町 - 球磨郡あさぎり町 - 球磨郡多良木町 - 球磨郡湯前町
- 宮崎県
  - 児湯郡西米良村 - 西都市 - 児湯郡新富町 - 西都市 - 宮崎市

### 交差する道路
| 交差する道路                                                                                         | 都道府県名 | 市町村名 | 市町村名   | 交差する場所             | 交差する場所                                |
| --- | ---------- | -------- | ---------- | ------------------------ | ------------------------------------------- |
| 国道3号 重複区間起点 国道208号 国道218号 重複区間起点 熊本県道28号熊本高森線                         | 熊本県     | 熊本市   | 中央区     | 水道町                   | 水道町交差点 / 起点                         |
| 国道266号 国道445号                                                                                  | 熊本県     | 熊本市   | 中央区     | 下通2丁目                | 代継橋交差点                                |
| 熊本県道22号熊本停車場線 / 産業道路                                                                  | 熊本県     | 熊本市   | 中央区     | 迎町                     | 迎町交差点                                  |
| 国道57号 / 熊本東バイパス 重複区間起点 熊本県道51号熊本港線                                          | 熊本県     | 熊本市   | 南区       | 近見7丁目                | 近見交差点                                  |
| 熊本県道297号川尻宇土線                                                                              | 熊本県     | 熊本市   | 南区       | 南高江5丁目              | 南高江5丁目交差点 南高江交差点              |
| 熊本県道236号神水川尻線                                                                              | 熊本県     | 熊本市   | 南区       | 南高江5丁目              | 天明新川橋交差点                            |
| 熊本県道50号熊本嘉島線 熊本県道297号川尻宇土線 重複区間起点                                          | 熊本県     | 熊本市   | 南区       | 川尻6丁目                | 杉島交差点                                  |
| 熊本県道241号千町廻江線 熊本県道242号走潟廻江線 熊本県道297号川尻宇土線 重複区間終点                 | 熊本県     | 熊本市   | 南区       | 富合町小岩瀬             | 小岩瀬交差点                                |
| 熊本県道38号宇土甲佐線                                                                               | 熊本県     | 熊本市   | 南区       | 富合町南田尻             | 南田尻交差点                                |
| 国道57号 重複区間終点 熊本県道14号八代鏡宇土線                                                       | 熊本県     | 宇土市   | 宇土市     | 新松原町                 |                                             |
| 国道266号                                                                                            | 熊本県     | 宇城市   | 宇城市     | 松橋町曲野               | 松橋町曲野交差点                            |
| 国道218号 重複区間終点 熊本県道181号松橋停車場線                                                     | 熊本県     | 宇城市   | 宇城市     | 松橋町久具               | 堀切地区                                    |
| 熊本県道244号下郷北新田線                                                                            | 熊本県     | 宇城市   | 宇城市     | 小川町北新田             | 北新田交差点                                |
| 熊本県道184号小川停車場線                                                                            | 熊本県     | 宇城市   | 宇城市     | 小川町江頭               | 江頭交差点                                  |
| 熊本県道32号小川嘉島線                                                                               | 熊本県     | 宇城市   | 宇城市     | 小川町西北小川           | 西北小川交差点                              |
| 熊本県道155号氷川八代線 熊本県道256号鹿野赤迫線                                                      | 熊本県     | 八代郡   | 氷川町     | 高塚                     | 大野交差点                                  |
| 国道443号 熊本県道25号宮原五木線 熊本県道156号鏡宮原線                                               | 熊本県     | 八代郡   | 氷川町     | 宮原                     | 氷川町宮原交差点                            |
| 熊本県道246号千丁停車場興善寺線                                                                      | 熊本県     | 八代市   | 八代市     | 興善寺町                 |                                             |
| E3 九州自動車道                                                                                      | 熊本県     | 八代市   | 八代市     | 東片町                   | 18 八代IC                                   |
| 熊本県道336号八代港線                                                                                | 熊本県     | 八代市   | 八代市     | 東片町                   | 八代港入口交差点                            |
| 熊本県道155号氷川八代線 熊本県道158号中津道八代線                                                    | 熊本県     | 八代市   | 八代市     | 西宮町                   | 西宮町交差点                                |
| 国道3号 重複区間終点                                                                                 | 熊本県     | 八代市   | 八代市     | 萩原町                   | 萩原町交差点                                |
| 熊本県道259号小鶴原女木線                                                                            | 熊本県     | 八代市   | 八代市     | 坂本町西部               | 原女木地区                                  |
| 熊本県道17号坂本人吉線                                                                               | 熊本県     | 八代市   | 八代市     | 坂本町荒瀬               | 坂本町荒瀬交差点                            |
| 熊本県道60号芦北坂本線 熊本県道253号破木二見線                                                       | 熊本県     | 八代市   | 八代市     | 坂本町川嶽               | 破木地区                                    |
| 熊本県道158号中津道八代線                                                                            | 熊本県     | 八代市   | 八代市     | 坂本町中津道             |                                             |
| 熊本県道272号球磨田浦線 熊本県道304号一勝地神瀬線                                                    | 熊本県     | 球磨郡   | 球磨村     | 大字神瀬                 | 堤地区                                      |
| 熊本県道27号芦北球磨線                                                                               | 熊本県     | 球磨郡   | 球磨村     | 大字神瀬                 | 球磨村神瀬交差点                            |
| 熊本県道263号高沢一勝地線 重複区間起点                                                               | 熊本県     | 球磨郡   | 球磨村     | 大字渡丙                 | 中園地区                                    |
| 熊本県道263号高沢一勝地線 重複区間終点                                                               | 熊本県     | 球磨郡   | 球磨村     | 大字渡丙                 | 球磨村一勝地交差点                          |
| 熊本県道325号遠原渡線                                                                                | 熊本県     | 球磨郡   | 球磨村     | 大字渡乙                 | 舟戸地区 / 茶屋地区                         |
| 国道445号                                                                                            | 熊本県     | 人吉市   | 人吉市     | 下薩摩瀬町               | 人吉市下城本町交差点 人吉市下薩摩瀬町交差点 |
| 熊本県道・鹿児島県道15号人吉水俣線                                                                   | 熊本県     | 人吉市   | 人吉市     | 相良町                   |                                             |
| 国道267号 / 人吉街道                                                                                 | 熊本県     | 人吉市   | 人吉市     | 西間上町                 | 人吉市西間上町交差点                        |
| 国道221号 重複区間起点 熊本県道102号上漆田東間下線                                                   | 熊本県     | 人吉市   | 人吉市     | 東間下町                 | 東間下町交差点                              |
| E3 九州自動車道                                                                                      | 熊本県     | 人吉市   | 人吉市     | 七地町                   | 19-1 人吉球磨SIC                            |
| 国道221号 重複区間終点                                                                               | 熊本県     | 球磨郡   | 錦町       | 大字西                   |                                             |
| 熊本県道265号大畑西線                                                                                | 熊本県     | 球磨郡   | 錦町       | 大字西                   | 久保宇野地区                                |
| 熊本県道43号錦湯前線                                                                                 | 熊本県     | 球磨郡   | 錦町       | 大字一武                 | 錦町一武交差点                              |
| 熊本県道262号覚井一武線                                                                              | 熊本県     | 球磨郡   | 錦町       | 大字一武                 | 元忠ヶ原地区                                |
| 熊本県道48号多良木相良線 重複区間起点 熊本県道260号皆越免田線                                        | 熊本県     | 球磨郡   | あさぎり町 | 免田東                   | あさぎり町免田東交差点                      |
| 熊本県道48号多良木相良線 重複区間終点 熊本県道187号免田停車場線                                      | 熊本県     | 球磨郡   | あさぎり町 | 免田東                   |                                             |
| 熊本県道186号川瀬免田線                                                                              | 熊本県     | 球磨郡   | あさぎり町 | 免田東                   | あさぎり町免田東交差点                      |
| 宮崎県道・熊本県道143号中河間多良木線 熊本県道185号多良木停車場線                                    | 熊本県     | 球磨郡   | 多良木町   | 大字多良木               | 多良木町多良木交差点                        |
| 熊本県道266号梶屋多良木線                                                                            | 熊本県     | 球磨郡   | 多良木町   | 大字多良木               | 土手下地区                                  |
| 熊本県道261号五木多良木線                                                                            | 熊本県     | 球磨郡   | 多良木町   | 大字多良木               | 多良木町口の坪交差点                        |
| 熊本県道267号西の園中里線                                                                            | 熊本県     | 球磨郡   | 湯前町     | 中里                     | 下染田地区                                  |
| 国道388号 国道446号 熊本県道43号錦湯前線 宮崎県道・熊本県道142号上椎葉湯前線 熊本県道161号五木湯前線 | 熊本県     | 球磨郡   | 湯前町     | 中里                     | 上染田地区                                  |
| 熊本県道264号幸野染田線                                                                              | 熊本県     | 球磨郡   | 湯前町     | 上染田                   |                                             |
| 国道265号 重複区間起点                                                                               | 宮崎県     | 児湯郡   | 西米良村   | 大字板谷                 | 鶴瀬交差点                                  |
| 国道265号 重複区間終点                                                                               | 宮崎県     | 児湯郡   | 西米良村   | 大字村所                 | 村所交差点                                  |
| 宮崎県道316号小川越野尾線                                                                            | 宮崎県     | 児湯郡   | 西米良村   | 大字越野尾               | 越野尾交差点                                |
| 宮崎県道39号西都南郷線                                                                               | 宮崎県     | 西都市   | 西都市     | 大字八重                 | 一の瀬地区                                  |
| 宮崎県道313号杉安高鍋線                                                                              | 宮崎県     | 西都市   | 西都市     | 大字穂北                 | 杉安交差点                                  |
| 宮崎県道22号東郷西都線 宮崎県道40号都農綾線                                                          | 宮崎県     | 西都市   | 西都市     | 大字穂北                 | 穂北交差点                                  |
| 宮崎県道24号高鍋高岡線                                                                               | 宮崎県     | 西都市   | 西都市     | 中妻1丁目                | 中妻交差点                                  |
| 宮崎県道18号荒武新富線                                                                               | 宮崎県     | 西都市   | 西都市     | 大字岡富                 | 四日市交差点                                |
| E10 東九州自動車道 宮崎県道321号西都インター線                                                       | 宮崎県     | 西都市   | 西都市     | 大字黒生野               | インター入口交差点 28 西都IC                |
| 宮崎県道324号札の元佐土原線                                                                          | 宮崎県     | 宮崎市   | 宮崎市     | 佐土原町上田島           |                                             |
| 宮崎県道44号宮崎高鍋線                                                                               | 宮崎県     | 宮崎市   | 宮崎市     | 佐土原町東上那珂         | 那珂地区                                    |
| 国道219号 / 広瀬バイパス 宮崎県道14号佐土原国富線 重複区間起点                                       | 宮崎県     | 宮崎市   | 宮崎市     | 佐土原町東上那珂         | 江原地区                                    |
| 宮崎県道14号佐土原国富線 重複区間終点                                                                | 宮崎県     | 宮崎市   | 宮崎市     | 佐土原町下那珂           | 佐土原町黒田交差点                          |
| 国道10号                                                                                             | 宮崎県     | 宮崎市   | 宮崎市     | 大字新名爪（にいなづめ） | 終点                                        |
| 国道10号                                                                                             | 宮崎県     | 宮崎市   | 宮崎市     | 佐土原町下那珂           | バイパス終点                                |

- 九州自動車道の人吉IC - えびのICが工事中のとき、国道219号に接続するための人吉仮出入口（人吉ICから約4.2 km南）があったが、1995年（平成7年）のえびのICまでの開業時に閉鎖された。2019年（令和元年）、同じ場所に人吉球磨スマートICが作られた。
- 広瀬バイパスは、春田バイパスと国道10号に接続する。

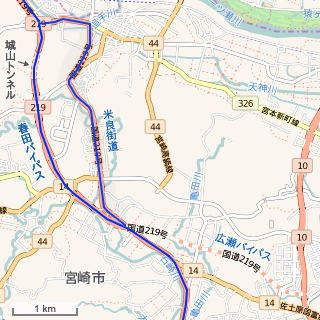
複数経路区間（宮崎市佐土原町）

### 路線付近の標高

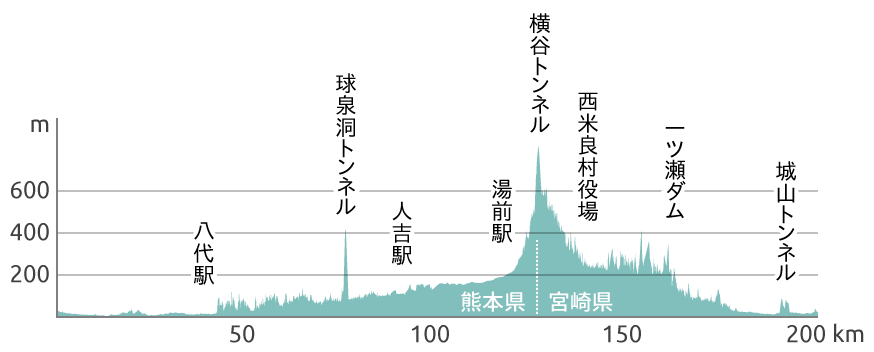
高低図（横軸は起点からの路線距離。橋梁・トンネル等の標高を除く）

### 交差する鉄道
- 豊肥本線（十禅寺跨線橋）
- 九州新幹線
- 肥薩線
- 肥薩おれんじ鉄道
- くま川鉄道湯前線